# Godfrey Harold Hardy
Godfrey Harold Hardy (3 de febrer de 1877 - 1 de desembre de 1947) fou un rellevant matemàtic anglès, reconegut pels seus treballs en els camps de la teoria de nombres i en l'anàlisi matemàtica. També és conegut per l'assaig A Mathematician's Apology (1940), en què qüestiona l'estètica de les matemàtiques. És considerada com una de les millors obres sobre el pensament d'un matemàtic professional, escrita per un apassionat de la seva feina. En biologia, és conegut pel principi Hardy-Weinberg, un principi bàsic de la genètica de poblacions.
GH Hardy és conegut habitualment per aquells que no pertanyen al camp de les matemàtiques pel seu assaig de 1940 Apologia d'un matemàtic, sovint considerat com una de les millors idees sobre la ment d'un matemàtic treballador escrit per a persones profanes.
A partir de 1914, Hardy va ser el mentor del matemàtic indi Srinivasa Ramanujan, una relació que s'ha celebrat. Hardy va reconèixer gairebé immediatament l'extraordinària, encara que no educada, brillantor de Ramanujan, i Hardy i Ramanujan es van convertir en col·laboradors estrets. En una entrevista de Paul Erdős, quan se li va preguntar a Hardy quina va ser la seva major contribució a les matemàtiques, Hardy va respondre sense dubtar que era el descobriment de Ramanujan. En una conferència sobre Ramanujan, Hardy va dir que "la meva associació amb ell és l'únic incident romàntic de la meva vida".

## Biografia
Els pares de Hardy eren mestres d'escola amb teories avançades sobre l'ensenyament; això va fer que, tant ell com les seves dues germanes, tinguessin inclinació per resoldre ells mateixos els seus problemes interrogant els adults en tot allò que necessitaven. Va fer els estudis primaris a l'escola de Cranleigh, la seva vila natal, i amb dotze anys va passar el seu primer examen públic amb distincions en matemàtiques, llatí i dibuix. Com que era massa petit, no va poder començar els estudis secundaris fins un any després al Winchester College, del qual va agrair l'educació rebuda però va maleir el seu to espartà i una malaltia que hi va patir.
Des de Winchester, Hardy va anar a la universitat de Cambridge, en la qual el seu tutor, Augustus Love, el va fer estudiar el Cours d'Analyse de Camille Jordan, que el va fer interessar definitivament per les matemàtiques pures en el sentit modern. Hardy es va graduar quart wrangler el 1898, va ser nomenat fellow del Trinity College el 1900 i va obtenir el premi Smith el 1901. Va ser professor de matemàtiques del Trinity fins al 1919 en què va ser nomenat catedràtic savilià de geometria de la universitat d'Oxford. Va romandre a Oxford fins al 1931 en què va retornar a Cambridge per a ocupar la càtedra sadleiriana de matemàtiques pures.
El 1939 va tenir el seu primer atac de cor i va perdre bona part de la seva mobilitat i creativitat, situació que el va deprimir notablement. El 1942 es va retirar de la càtedra i cap a 1946 era pràcticament un invàlid. A començaments de 1947 va intentar suïcidar-se sense èxit. Va morir a finals d'aquest mateix any.
Hardy no es va casar i va viure tota la vida amb la seva germana Gertrude.

## Obra
Hardy va ser un ferm defensor de les matemàtiques pures enfront de les matemàtiques aplicades, més usuals fins aleshores a la Gran Bretanya. Sempre es va considerar un deixeble de Bertrand Russell, amb qui l'unia no solament el seu interès per la filosofia de les matemàtiques, sinó també les seves conviccions morals i polítiques: el pacifisme, el socialisme i l'ateisme, fonamentalment. Quan el Consell del Trinity College va expulsar Bertrand Russell de la seva càtedra l'any 1916 a causa del seu posicionament públic favor d'un objector de consciència empresonat, Hardy va escriure Bertrand Russell and Trinity, un text per a ús intern i restringit als membres de la institució, que volia aclarir tot l'afer i desmentir quatre «malentesos» clau que havia suscitat aquella destitució.
El 1908 va publicar el seu revolucionari Course of Pure Mathematics i, entre 1904 i 1915, va publicar articles que van ser decisius en la millora dels llibres de text de matemàtiques anglesos.
L'any 1940 va publicar Apologia d'un matemàtic, un text autobiogràfic en què defensava la bellesa de la matemàtica i la seva importància intrínseca davant de la visió utilitarista; la matemàtica pura enfront de l'aplicada. Alhora, hi reconeixia que el seu moment creatiu ja havia passat.
Contribuí també decisivament en el desenvolupament matemàtic de la hipòtesi de l'equilibri de Hardy-Weinberg, peça fonamental en la genètica de poblacions.

### Col·laboració amb Littlewood
A partir de 1912 va iniciar una fructífera col·laboració amb el seu col·lega de Cambridge John Edensor Littlewood que es basava en els quatre axiomes que ells mateixos es van establir:
1. Quan un escrigui a l'altre, és absolutament indiferent si el que diu és correcte o incorrecte
2. Quan un rep una carta de l'altre, no té cap obligació de llegir-la, ni molt menys de contestar-la
3. Tot i que no importa si tots dos pensem en el mateix detall, és preferible que no sigui així
4. És irrellevant que un dels dos no hagi contribuït el més mínim en qualsevol article signat per tots dos conjuntament.

Un matemàtic contemporani va afirmar que semblava mentida que s'hagués aconseguit una col·laboració tan important i harmoniosa basada en uns principis aparentment tan negatius. El matemàtic danès Harald Bohr va fer l'acudit de dir que només hi havia tres grans matemàtics anglesos: Hardy, Littlewood i Hardy-Littlewood. La realitat és que la col·laboració va durar fins a la mort de Hardy el 1947 i el seu resultat van ser un centenar d'articles científics de gran influència. La majoria d'aquests treballs van ser en teoria analítica de nombres i en teoria de les particions. També van ser els mestres d'un notable grup d'estudiants que van esdevenir figures importants de les matemàtiques de les seves generacions.

### Col·laboració amb Ramanujan
Tingué relació com a mentor amb el matemàtic indi Srinivasa Ramanujan des de 1914 fins a la mort d'aquest el 1919, la brillantor del qual va reconèixer immediatament. En ser preguntat sobre la seva aportació més rellevant al món de les matemàtiques, respongué que el descobriment de Ramanujan. Anomenà la seva col·laboració com a “l'únic incident romàntic de la seva vida”.

### Matemàtiques pures
Hardy preferia que el seu treball fos considerat matemàtica pura, potser per la seva detestació per la guerra i els usos militars als quals s'havien aplicat les matemàtiques. Va fer diverses declaracions semblants a les de la seva Apologia:
| « | Mai he fet res "útil". Cap descobriment meu ha fet, o és probable que faci, directament o indirectament, per bé o per mal, la menor diferència amb el servei del món. | » |

Tanmateix, a part de formular el principi Hardy-Weinberg en genètica de poblacions, el seu famós treball sobre particions senceres amb el seu col·laborador Ramanujan, conegut com la fórmula asimptòtica Hardy-Ramanujan, s'ha aplicat àmpliament en física per trobar funcions de partició quàntica dels nuclis atòmics (primer utilitzat per Niels Bohr) i per derivar funcions termodinàmiques de sistemes Bose-Einstein no interactius. Tot i que Hardy volia que les seves matemàtiques fossin "pures" i sense cap aplicació, gran part del seu treball ha trobat aplicacions en altres branques de la ciència.
A més, Hardy va assenyalar deliberadament a la seva Apologia que els matemàtics generalment no "es glorien de la inutilitat del seu treball", sinó més aviat, com que la ciència es pot fer servir per a fins dolents i també per al bé, "els matemàtics poden estar justificats per alegrar-se que hi ha En qualsevol cas, una ciència, i la seva pròpia, la llunyania de la qual de les activitats humanes ordinàries hauria de mantenir-la suau i neta". Hardy també va rebutjar com a "engany" la creença que la diferència entre matemàtiques pures i aplicades tingués alguna cosa a veure amb la seva utilitat. Hardy considera "pures" els tipus de matemàtiques que són independents del món físic, però també considera que alguns matemàtics "aplicats", com els físics Maxwell i Einstein, es troben entre els matemàtics "reals", el treball dels quals "té una estètica permanent" i "és etern perquè el millor d'ell pot, com la millor literatura, continuar causant una intensa satisfacció emocional a milers de persones després de milers d'anys". Tot i que va admetre que el que va anomenar matemàtiques "reals" algun dia podria ser útil, va afirmar que, en el moment en què es va escriure l’Apologia, només les "parts avorrides i elementals" de les matemàtiques pures o aplicades podien "funcionar per bé o malament."

### Actituds i personalitat
Socialment, Hardy estava associat amb el grup de Bloomsbury i els Apòstols de Cambridge; GE Moore, Bertrand Russell i John Maynard Keynes eren amics. Era un àvid fan del criquet. Maynard Keynes va observar que si Hardy hagués llegit la borsa durant mitja hora cada dia amb tant interès i atenció com les partitures de criquet del dia, s'hauria convertit en un home ric.
De vegades estava implicat políticament, si no era un activista. Va participar en la Unió de Control Democràtic durant la Primera Guerra Mundial i a la Llibertat Intel·lectual a finals dels anys trenta.
A part de les amistats íntimes, va tenir algunes relacions platòniques amb homes joves que compartien la seva sensibilitat, i sovint el seu amor pel criquet. Un interès mutu pel criquet el va portar a fer-se amic del jove CP Snow. Hardy va ser un solter de tota la vida i en els seus últims anys va ser atès per la seva germana.
Hardy era extremadament tímid de petit, i va ser socialment incòmode, fred i excèntric durant tota la seva vida. Durant els seus anys escolars va ser el primer de la seva classe en la majoria de les assignatures, i va guanyar molts premis i guardons, però odiava haver-los de rebre davant de tota l'escola. Es va sentir incòmode quan li presentaven gent nova i no podia suportar mirar el seu propi reflex en un mirall. Es diu que, en allotjar-se als hotels, cobria tots els miralls amb tovalloles.

## Els aforismes de Hardy
- Mai val la pena el temps d'un home de primera classe per expressar una opinió majoritària. Per definició, hi ha molts altres per fer-ho.[31]
- Un matemàtic, com un pintor o un poeta, és un creador de patrons. Si els seus patrons són més permanents que els seus, és perquè estan fets amb idees.[28]
- Hem arribat a la conclusió que les matemàtiques trivials són, en conjunt, útils, i que les matemàtiques reals, en general, no ho són.[28]
- Galois va morir als vint-i-un, Abel als vint-i-set, Ramanujan als trenta-tres, Riemann als quaranta. Aquestes edats són totes incorrectes, perque Hardy les calculava només fent servir els anys de naixement i mort.[33] Hi ha hagut homes que han fet una bona feina després; Les grans memòries de Gauss sobre geometria diferencial es van publicar quan tenia cinquanta anys (encara que havia tingut les idees fonamentals deu anys abans). No conec cap exemple d'un gran avenç matemàtic iniciat per un home de més de cinquanta anys.[28][34][35]
- Hardy li va dir una vegada a Bertrand Russell: "Si pogués provar mitjançant la lògica que moriries d'aquí a cinc minuts ho lamentaria, però el plaer de la prova mitigaria molt el meu dolor".[36]
- Un problema d'escacs és matemàtica genuïna, però d'alguna manera són matemàtiques "trivials". Per enginyosos i complexos, per originals i sorprenents que siguin els moviments, hi falta alguna cosa essencial. Els problemes dels escacs no tenen importància. Les millors matemàtiques són serioses i també belles: "important".[28]